# Parc équestre fédéral
Le Parc équestre fédéral est une structure de la Fédération française d'équitation située sur la commune de Lamotte-Beuvron, dans le Loir-et-Cher en France. Ses installations et ses 400 hectares en font le plus grand parc équestre d'Europe.

## Historique
En 1993, devant la forte progression du nombre de licenciés, le Poney Club de France cherche un site pour y établir fixement les championnats de France, alors organisés chaque année dans des sites éphémères. Le site de Saint-Maurice, appartenant en partie au ministère de l'Agriculture, présente les qualités requises pour accueillir cette manifestation (place disponible, facilité d'accès via l'autoroute A71, placé au centre de la France...), qui s'y déroule (entre autres manifestations) chaque année depuis 1994. Après plusieurs années de succès, le site devient le Parc équestre fédéral de la Fédération française d'équitation.
La ville de Lamotte-Beuvron dispose alors d'une des infrastructures d'équitation les plus évoluées de France.
La Fédération française d'équitation y installe son siège social en 2008 à la suite de la modification de ses statuts. Elle est installée à l'emplacement des anciens bâtiments du centre pénitentiaire juvénile, en ruines depuis de nombreuses années et restauré pour l'occasion. Le château en cours de restauration accueillera un musée.

## Le parc

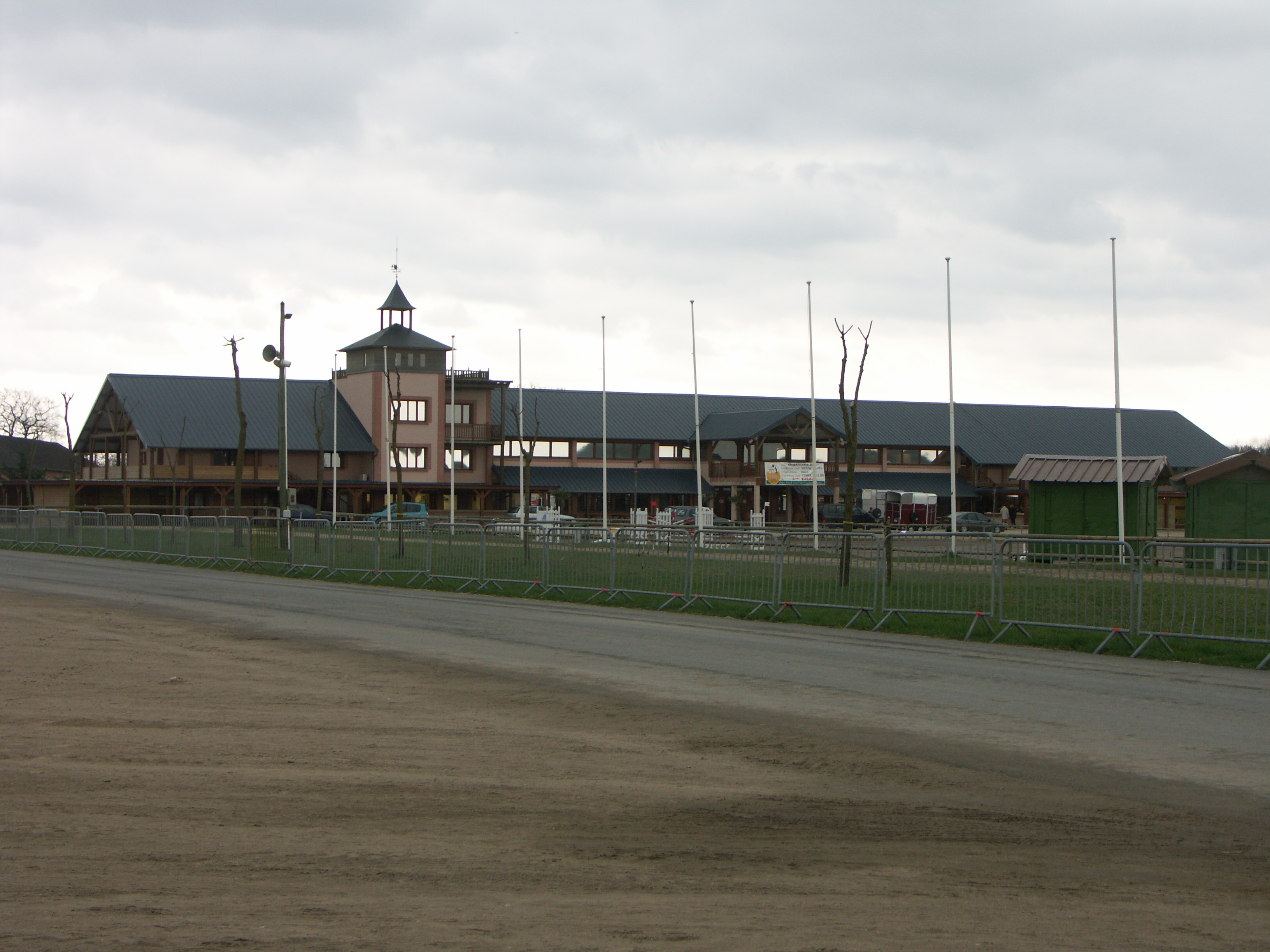
Le pavillon fédéral

Le parc équestre est une installation fédérale et à ce titre, il ne s'agit pas d'un centre équestre puisqu'il n'est pas possible de s'y inscrire directement pour y monter ou y mettre son équidé en pension.
Chaque année, de nombreuses manifestations s'y déroulent :
- le Generali Open de France ;
- le meeting des propriétaires ;
- le Grand Tournoi ;
- le Sologn'Pony ;
- le National des Enseignants

Grâce à ses installations, il est possible d'y pratiquer toutes les disciplines équestres.
Le parc est également le lieu d'autres manifestations. Ainsi le « Game Fair », salon de la chasse qui a lieu traditionnellement au parc du château de Chambord, s'est tenu en juin 2015 au parc équestre, avec près de 80 000 visiteurs.

## Les installations équestres
- Domaine de 400 hectares
- 3 manèges de 4 000 m2
- 12 carrières modulables de saut d'obstacles
- 1 spring-garden
- 1 cross national
- 1 cross international toutes saisons
- 5 rectangles de dressage
- 14 terrains de horse-ball
- 2 terrains de polo
- 1 rond d'Havrincourt
- 1 rond de longe
- 1 piste de galop
- 1 marathon d'attelage
- 520 boxes permanents
- 8 parkings VL, camions et vans
- 3 restaurants de 300 personnes
- 15 salles de réunion modulables et équipées
- des locaux techniques équipés
- 2 bâtiments administratifs de plus de 5 000 m2
- 85 chambres
- 3 blocs sanitaires
- 1 sonorisation générale permanente
- 1 hôtel 40 chambres